# Szeghő Sándor
Szeghő Sándor (Budapest, 1874. február 8. – Budapest, 1956. augusztus 3.) karmester, zeneszerző.

## Életútja
Budapesten végezte tanulmányait a Nemzeti Zenedében, tanárai voltak Gobbi Alajos és Kiss Péter. 1904-től katonakarmesterként működött, 1905-ben Vavrinecz Mór karnagysága idején a budapesti Mátyás-templom orgonistája volt. 1919-től a Budai Dalárda karnagya lett, 1925-ben I. díjat nyertek az amsterdami nemzetközi dalosversenyen, 1930-ban pedig Londonban jártak vendégszereplésen. Művei vonósnégyesek, dalok, kórusballadák.

## Főbb munkái
- Bor vitéz (szimfonikus költemény, 1910);
- Báthory Erzsébet (opera; 1908, bemutatta a budapesti Operaház, 1913);
- Te Deum, Ha mi holtak feltámadunk (opera, Bp., 1942);
- Hárfaverseny (Bp., 1953);
- Gordonkaverseny (Bp., 1954).